# Lesothos herrlandslag i fotboll
Lesothos herrlandslag i fotboll representerar Lesotho i fotboll. Laget kallas Likuena (krokodiler) och kontrolleras av Lesothos fotbollsförbund. I sin första match förlorade laget med 1–2 mot Madagaskar den 7 mars 1971. Laget har aldrig kvalificerat sig till slutstadierna av VM i fotboll eller Afrikanska mästerskapet i fotboll.